# Nuphar lutea

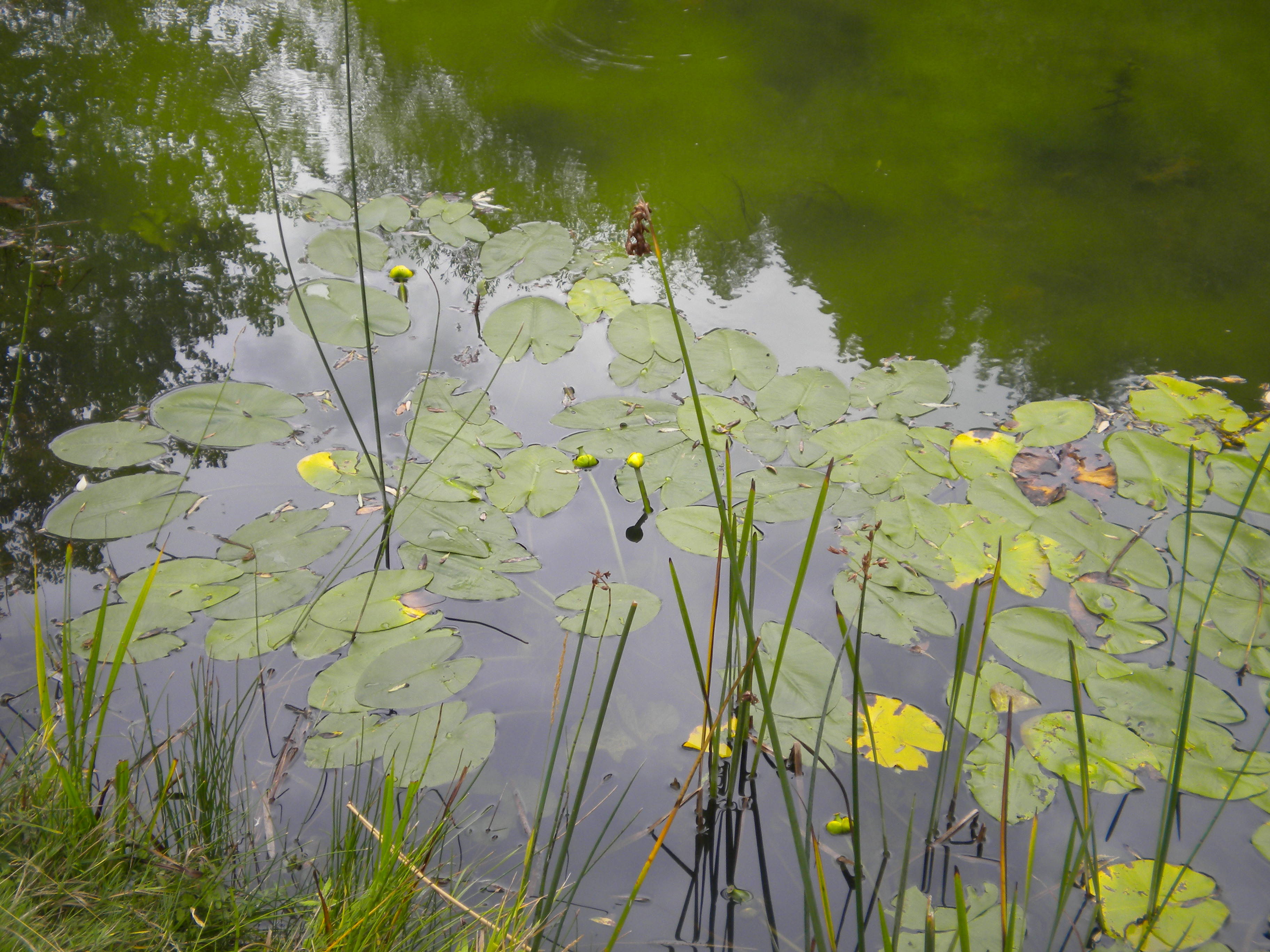
Nuphar lutea.

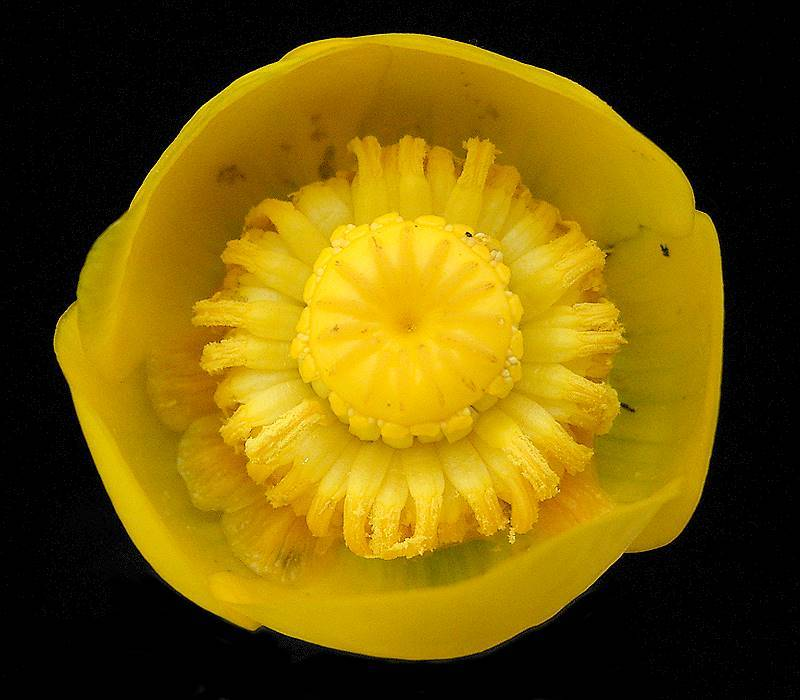
Flor.

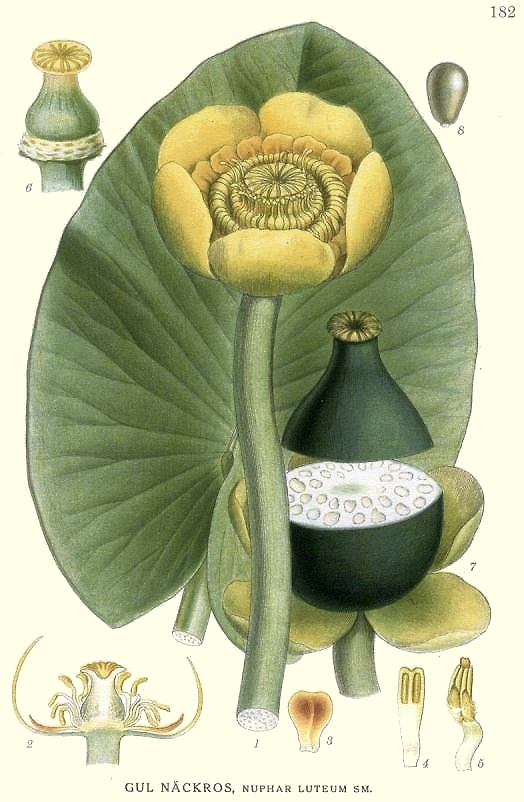
Ilustración

El nenúfar amarillo (Nuphar lutea) es una especie de planta acuática de la familia de las ninfáceas.

## Distribución geográfica
Es nativa de Eurasia donde crece en lagos y estanques de agua dulce, con sus raíces fijas en la tierra y sus hojas flotando en la superficie del agua.

## Descripción
Planta de raíz rizomatosa. Hojas fuertes de forma plana, ovalada y algo puntiaguda. Tallo floral solitario, terminal, de 40 cm de largo, de los cuales algunos centímetros sobresalen del agua. La flor mide unos 6 cm de diámetro con forma de taza, es hermafrodita y polinizada por los insectos. Florece de junio a septiembre en el hemisferio norte. Las semillas están contenidas en aquenios redondos y con protuberancias a semejanza de verrugas que son distribuidos por la corriente de agua. Puede crecer en el agua de hasta 40 cm  de profundidad.

## Usos
Durante mucho tiempo fue utilizada en la medicina tradicional, la raíz se aplicaba a la piel y  se comían tanto la raíz como las semillas para tratar diferentes afecciones. Las semillas, comestibles, se pueden moler hasta reducirlas a harina.  La raíz también es comestible, pero puede resultar increíblemente amarga en algunas plantas.

## Taxonomía
Nuphar lutea fue descrita por L. Sm. y publicado en Florae Graecae Prodromus 1: 361. 1809.
Variedades aceptadas
- Nuphar lutea subsp. advena (Aiton) Kartesz & Gandhi
- Nuphar lutea subsp. macrophylla (Small) E.O. Beal

Sinonimia
| Nenuphar luteum (L.) Link Nuphar minor Dumort. Nuphar sericea Láng Nuphar spathulifera Rchb. Nuphar tenella Rchb. Nymphaea lutea L. (basónimo) Nymphaea umbilicalis Salisb. Nymphona lutea (L.) Bubani Nymphozanthus europaeus Desv. Nymphozanthus luteus (L.) Fernald Nymphozanthus sericeus (Láng) Fernald Nymphozanthus vulgaris Rich. |

## Nombres comunes
Ambudillo, botellera, cobertera, coberteras, cubiletes, cuencas del Guadiana, embudillo, escudete amarillo, hojas de carambuco, lampazo del Guadaira, maravilla de río, maravillas de río, nenúfar, nenúfar amarillo, nenúfar de flor amarilla, ninfa amarilla, ninfea amarilla, ninfea de flor amarilla, torteras.